# Onthophagus sanguinolentus
Onthophagus sanguinolentus là một loài bọ cánh cứng trong họ Bọ hung (Scarabaeidae).